# Norrfjärdens gamla kyrka
Norrfjärdens gamla kyrka var en kyrkobyggnad i Norrfjärden en mil norr om Piteå. Den var församlingskyrka i Norrfjärdens församling i Luleå stift.

## Kyrkobyggnaden
I samband med att Norrfjärdens församling avsöndrades från Piteå landsförsamling 1915 uppfördes 1913 Norrfjärdens första kyrka efter ritningar av Torben Grut. Kyrkan var byggd i trä och hade formen av ett rektangulärt långhus med västtorn och ett smalare fyrsidigt kor. Det branta sadeltaket var spåntäckt och försett med takkupor. Ytterväggen var klädd i rödmålat spån och hade snedsträvor längs långsidorna. Tornets kopparklädda spira avviker från kyrkans romantiserande uttryck och bär snarare ett tidigt modernistiskt formspråk. Församlingens begränsade ekonomi tillät Grut att endast antydningsvis och i liten skala presentera sina idéer om kyrkans interiör. Uppdraget gavs istället till Luleåarkitekten Johan Wickberg, som gav kyrkan en förenklad, helt vitmålad interiör. Kyrkan totalförstördes i en brand den 2 augusti 1963.

## Senare kyrkobyggnad
En ny kyrka, ritad i modernistisk stil av Göte Lundström, byggdes 1967 på samma plats. En fristående klockstapel uppfördes med obrunnet material från den gamla kyrkan.

### Galleri

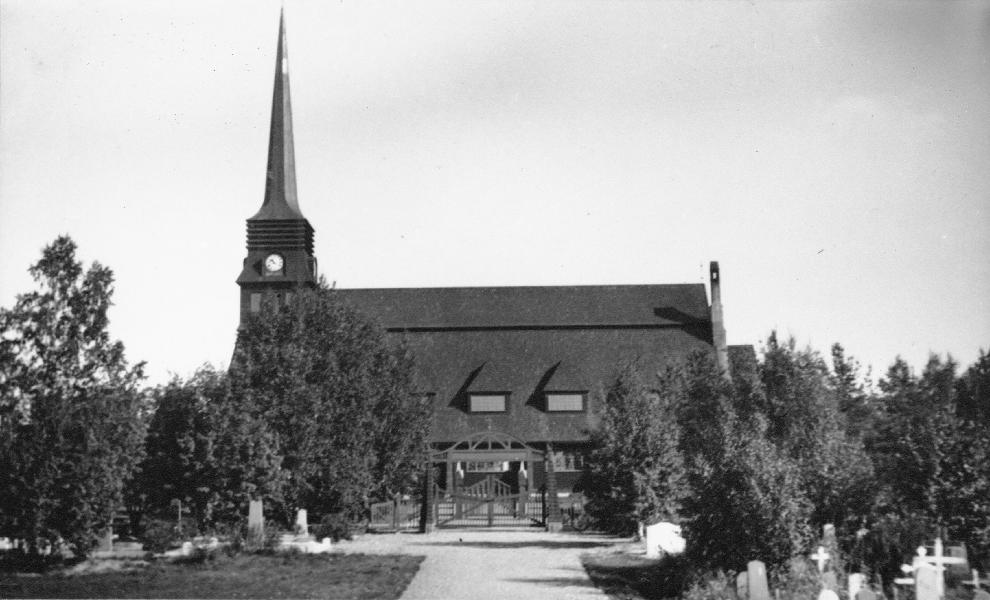
Kyrkan sedd från sidan
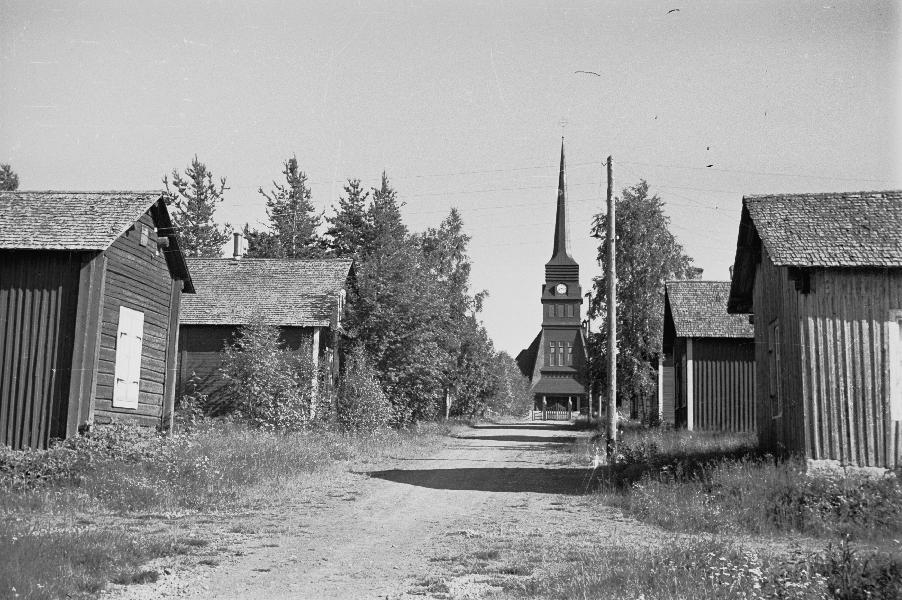
Kyrkan sedd från kyrkbyn
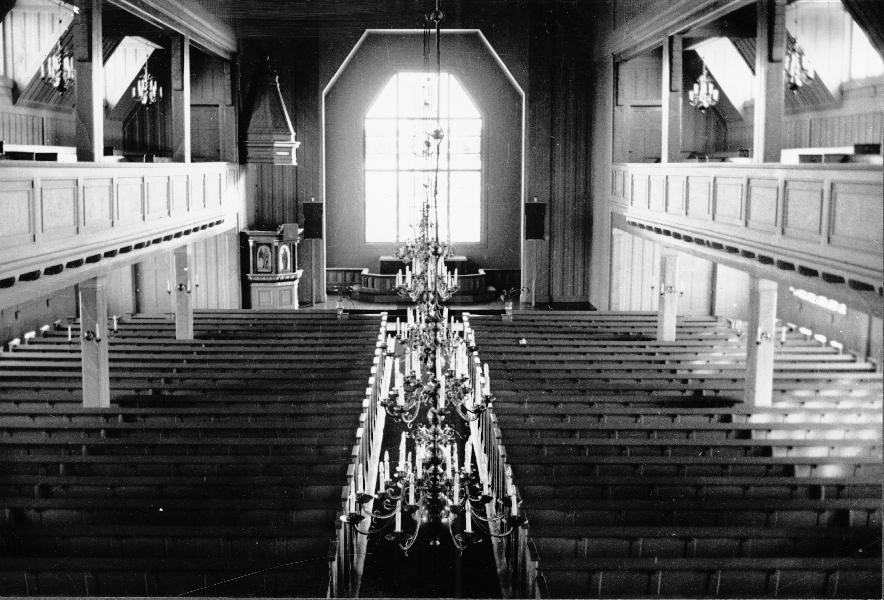
Koret sett från läktaren
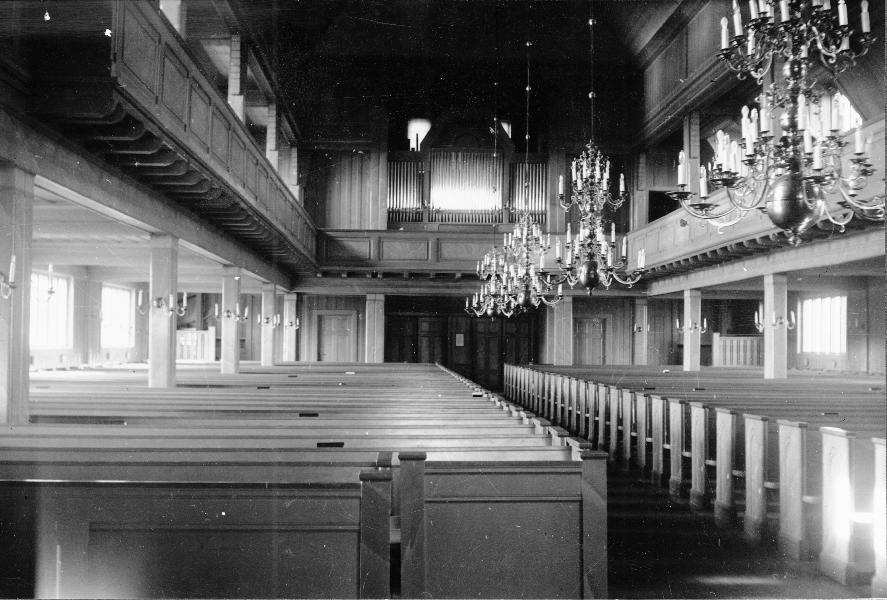
Läktaren och vapenhuset sedda från koret
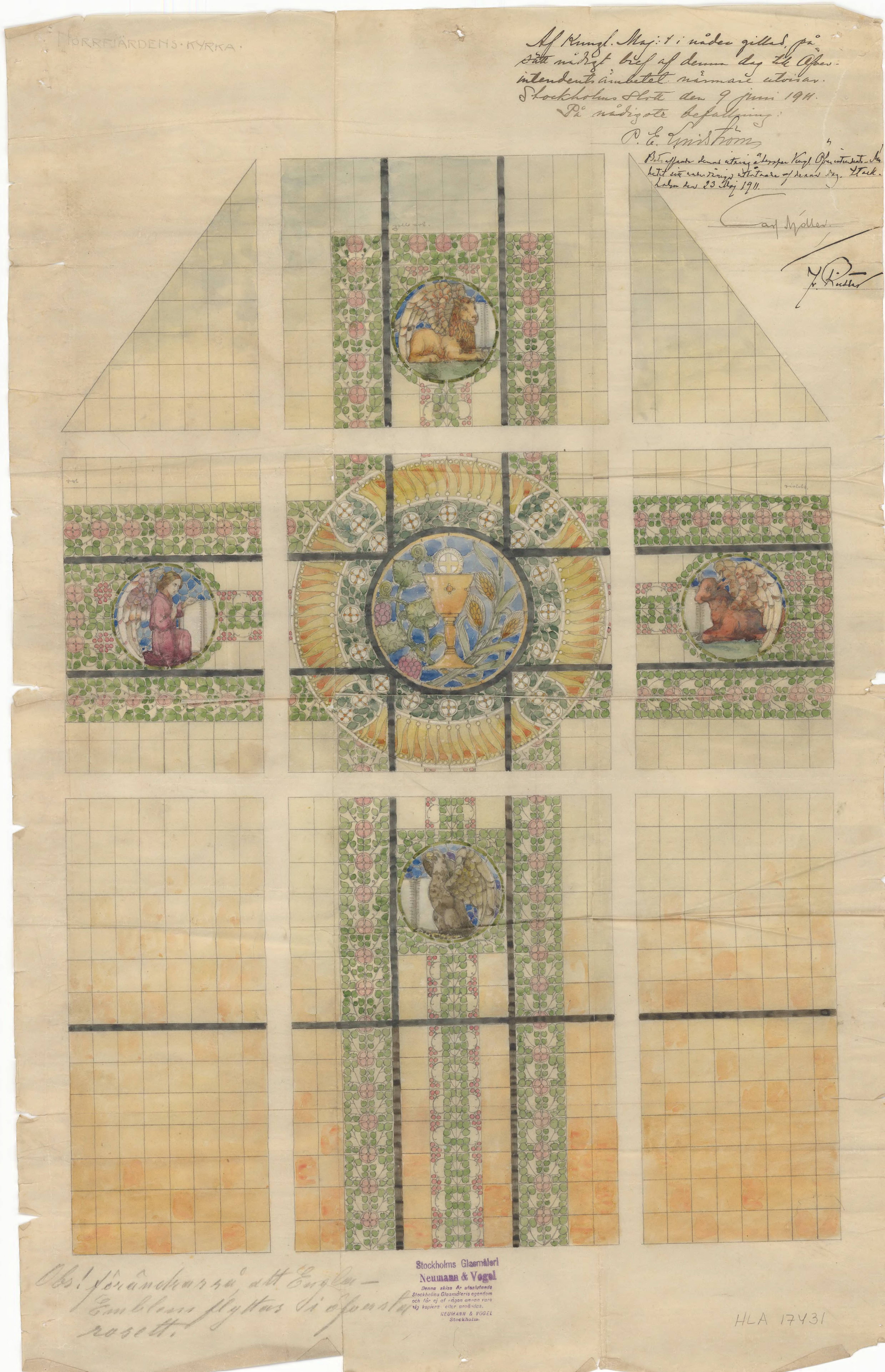
Ritning till korfönstrets glasmålning